# Danilo Dončić
Danilo Dončić (en serbio: Данило Дончић; Vranje, Yugoslavia; 20 de agosto de 1969-Sofía, Bulgaria; 1 de mayo de 2024) fue un futbolista y entrenador de fútbol serbio que jugó en la posición de delantero centro.

## Primeros años
Dončić nació en Vranje, pero pasó la mayor parte de sus primeros años de vida en Belgrado. Comenzó su carrera en el fútbol juvenil en el club FC Belgrado antes de unirse a su primer equipo de fútbol profesional, el FC Rudar de Ljubija, que entonces jugaba en la Segunda Liga Yugoslava.

## Carrera de jugador
Continuó su carrera profesional en los famosos clubes de fútbol serbios FC Napredok de Krusevac y FC Čukaricki antes de regresar al FC Belgrado. Después de pasar la mayor parte de su carrera futbolística en Serbia, Dončić decidió probarse en aguas internacionales uniéndose a La Valeta, donde ganó todas las Copas de Malta posibles en la temporada 2006-07. También fue el máximo goleador de Malta al batir el récord de 32 goles en liga marcados en una temporada. Dejó Malta y se mudó a uno de los mejores clubes búlgaros: el Lokomotiv Sofia. Más tarde continuó su carrera mudándose a Portugal jugando para el club Immortal DC. A continuación de su carrera, se trasladó al club Sliema Wanderers FC, donde jugó durante 5 años y donde ganó un total de tres campeonatos seguidos. En aquellos años de sus mayores éxitos, Dončić fue tres veces máximo goleador de la Premier League de Malta. En Malta jugó un total de ocho temporadas con 196 partidos y 151 goles marcados. En mayo de 2006, con 37 años, Dončić se retiró del fútbol.

## Carrera de entrenador
Danilo Dončić decidió concentrarse en entrenar y poco después de terminar su carrera como jugador, en 2006 empezó a entrenar a la primera división y al equipo maltés del San Gwan FC. La temporada siguiente fichó por el club Floriana FC como entrenador del principal equipo maltés. El equipo de Floriana, un equipo con una exitosa historia futbolística bajo el liderazgo de Dončić, quedó quinto en la Premier League al final de la primera temporada y fue semifinalista del Trofeo ese mismo año.
Después de este logro, Dončić recibió una invitación de uno de los mejores entrenadores serbios, Dragan Okuka, donde aceptó convertirse en su primer entrenador asistente en el antiguo club de Dončić, el PFC Lokomotiv Sofia. Más tarde, Dončić se mudó al equipo griego Kavala FC junto con el entrenador Dragan Okuka. Después de un tiempo, el entrenador Okuka dimitió y Dončić continuó trabajando con Henrik Kasperczak hasta 2011. Al mismo tiempo, el club Sliema Wanderers FC se acercó a Dončić para el puesto de entrenador en jefe y regresó a Malta para hacerse cargo de su antiguo equipo, el Sliema Wanderers, desde febrero de 2011 hasta mayo de 2012. Durante el resto de 2012, Danilo entrenó al Tarxien Rainbows FC de la Premier League. Su carrera continuó en el club Mosta FC (2013-2014) y en el equipo St. Andrews FC (2014-otoño de 2014). Con el inicio de la nueva temporada de fútbol, Danilo decidió aceptar la oferta del club Al-Najma (2014-2015) como entrenador del club en préstamo. Después de un año exitoso en Al-Najma, Danilo firmó un contrato con el club Etnikos Ahnas (2015-2016). Más tarde, Danilo regresó a la Premier League maltesa después de llegar a un acuerdo con el club St Andrews. 

## Muerte
Reportes emitidos en Bulgaria informaron que Dončić murió de un ataque cardíaco después de haber presentado problemas de salud hacía pocos meses. El cuerpo del prolífico goleador fue encontrado sin vida en su apartamento en Sofía, capital de Bulgaria. Tenía 54 años.
El futbol de Malta quedó en estado de choque cuando se conocieron las noticias el miércoles pasado del otrora goleador del Valletta y del Sliema Wanderers en donde era ampliamente conocido y apreciado.

## Carrera

### Jugador
| Periodo   | Club                 |
| --------- | -------------------- |
| 1989–1990 | FK Rudar Ljubija     |
| 1990–1992 | FK Napredak Kruševac |
| 1992–1993 | FK Čukarički         |
| 1993–1994 | FK Beograd           |
| 1994–1997 | Valletta FC          |
| 1997–1999 | Lokomotiv Sofia      |
| 1999–2001 | Imortal DC           |
| 2001–2006 | Sliema Wanderers FC  |
| 2006–2007 | San Gwann FC         |

### Entrenador
| Periodo   | Club                |
| --------- | ------------------- |
| 2006–2007 | San Gwann FC        |
| 2007–2008 | Floriana FC         |
| 2011–2012 | Sliema Wanderers FC |
| 2012–2013 | Tarxien Rainbows FC |
| 2013–2014 | Mosta FC            |
| 2014      | St. Andrews FC      |
| 2014–2015 | Al-Najma SC         |
| 2015–2016 | Ethnikos Achna FC   |
| 2016–2017 | St. Andrews FC      |
| 2017–2019 | Valletta FC         |
| 2022      | Valletta FC         |
| 2023–2024 | Lokomotiv Sofia     |

## Logros
- Maltese Premier League: 4

1996–97, 2002–03, 2003–04, 2004–05
- FA Trophy: 3

1995, 1996, 1997, 2004